# Wilfred (serie de televisión australiana)
Wilfred es una serie de televisión de comedia australiana dirigida por Tony Rogers, producida por Jenny Livingston y protagonizada por Jason Gann, Adán Zwar y Cindy Waddingham. Creada por Zwar, Gann y Rogers, basada en su premiado cortometraje de 2002 y más tarde adaptada a una serie de televisión estadounidense bajo el mismo título. La historia sigue la vida de un perro del mismo nombre, Wilfred, su dueña Sarah, y su novio Adam, que ve a Wilfred como un hombre con un traje de perro.
Dos temporadas fueron emitidas en SBS One, la primera en 2007 y la segunda en 2010. La serie ganó tres premios AFI y fue nominada para un Logie. Independent Film Channel adquirió los derechos de transmisión internacional de la original de dos temporadas de Wilfred en 2010. Una versión estadounidense se estrenó en el canal de cable FX el 23 de junio de 2011.

## Producción
La primera temporada de Wilfred fue filmada en y alrededor de Richmond, Victoria  a partir de abril de 2006, con David Stevens como director de fotografía. Se rodó en 16mm con un presupuesto de 1,6 millones de dólares. De esta cantidad, 210.000 dólares fueron proporcionados por Film Victoria y 400.000 por la Comisión de Cine de Australia. 
Film Victoria aprobó la financiación de una segunda temporada a principios de 2009. Con Germain McMicking como director de fotografía, Wilfred II fue filmada en Kodak 16mm en una Súper Aaton Xtera 16 con lentes Arri/Zeiss Ultra Prime. Aunque él y el director Tony Rogers consideraron el uso de cámaras digitales, estaban tan contentos con las pruebas de cine anteriores, que no se molestaron en averiguar más sobre el tema digital.
La segunda temporada fue filmada en ocho semanas, terminando en agosto de 2009. La segunda temporada también recibió fondos federales, con Film Victoria contribuyendo 294.048 dólares y Screen Australia aportando 580.000.

## Protagonistas
- Adán Zwar como Adám..
- Cindy Waddingham como Sarah.
- Jason Gann como Wilfred.
- Kym Gyngell como Jack Underwood.
- Angus Sampson como Cyros.
- Damian Walshe-Howling como Keith.
- Kate Jenkinsoncomo Caddie.
- Kestie Morassi como Kat.
- Josh Lawson como Spencer.
- David Field  como Arturo.

- Datos: Q6167418